# Comuna Ballerup
Ballerup (Ballerup Kommune) este o comună din regiunea Hovedstaden, Danemarca, cu o suprafață totală de 33,95 km² și o populație de 47.981 de locuitori (2011).